# André Kaminker
André Kaminker (1887/1888 – 1961) byl francouzský tlumočník, otec filmové herečky Simone Signoretové.

## Život
Jeho otec pocházel z polské židovské rodiny (z oblasti dnešní Ukrajiny), jeho matka z rakouské židovské rodiny. Hovořil plynně francouzsky, anglicky, německy a španělsky. Ve třicátých letech se začal živit konferenčním tlumočením. V roce 1934 pro francouzský rozhlas živě (simultánně) tlumočil projev Adolfa Hitlera na sjezdu NSDAP v Norimberku. Dobu německé okupace Francie strávil v Londýně, kde se angažoval v rozhlasové stanici France Libre. Patřil k zakládajícím členům Mezinárodní asociace konferenčních tlumočníků (AIIC) a později byl jejím čestným předsedou. Ačkoli nikdy neabsolvoval profesionální tlumočnické vzdělání, bývá považován vedle Jeana Herberta za jednoho z nejlepších konferenčních tlumočníků 20. století.